# Olivgrüner Hummelschwärmer
Der Olivgrüne Hummelschwärmer (Hemaris croatica) ist ein Schmetterling (Nachtfalter) aus der Familie der Schwärmer (Sphingidae).

## Merkmale

### Merkmale der Imagines
Die Falter erreichen Flügelspannweiten von 36 bis 64 Millimetern (H. croatica croatica) bzw. 65 bis 71 Millimeter (H. croatica fahira). Die Vorderflügel sind olivgrün, der Außenrand ist breit weinrot bis scharlachrot gesäumt, wobei das Rot am relativ scharf abgegrenzten Übergang etwas dunkler ist. Bei manchen Faltern sind die Flügel grau gefärbt statt olivgrün. Die Hinterflügel sind kräftig siegellackrot gefärbt und fein hell gerandet. Der Kopf und Thorax sind olivgrün behaart, der vordere Teil des Abdomens ist ebenfalls olivgrün, darauf folgen ein feiner gelblicher Ring, zwei scharlachrot-violette Segmente, zwei hellgelbbraune oder olivgrüne Segmente, die an den Seiten weißliche Büschel aufweisen und ein schwarz bis dunkelvioletter, in der Mitte bräunlich gefärbter Haarbüschel am Hinterleibsende. Anders als die anderen Arten der Gattung verlieren die Flügel der Tiere keine Flügelschuppen und werden dadurch nicht teilweise durchsichtig.
Die Unterart H. croatica fahira weist etwas andere Farbtöne in der Färbung auf. Ihre Flügel sind breiter und abgerundeter und der Körper ist länger.
Es gibt zwei Farbvarianten des Olivgrünen Hummelschwärmers. Die eine, f. obscurata, hat dunkel gefärbte Flügel und auch die roten Segmentringe am Hinterleib sind sehr dunkel. Die andere, f. rangowi, unterscheidet sich durch einen deutlich schmaleren braunen Rand auf den Vorderflügeln, blassen Hinterflügeln ohne Rand, schwefelgelben statt hellgelbbraun gefärbten Hinterleibssegmenten und einem komplett schwarz gefärbten Haarbüschel am Hinterleibsende.

### Merkmale der Raupen
Die Raupen 45 bis 50 Millimeter lang und sind variabel gefärbt. Sie sind normalerweise grün gefärbt und dicht, fein, weiß gepunktet. Es gibt aber viele verschiedene Farbvarianten, die von hellgelblich über blaugrün zu blassrot variieren. Der Rücken ist dunkler gefärbt als die Seiten. zwischen diesen beiden Bereichen verläuft je an den Seiten eine hellgelbliche Längslinie vom Kopf bis zur Basis des Analhorns. Dieses ist orange über gelblich rot bis blau gefärbt, bei jungen Raupen ist es dunkel.

### Ähnliche Arten
- Hummelschwärmer (Hemaris fuciformis) (Linnaeus, 1758)
- Skabiosenschwärmer (Hemaris tityus) (Linnaeus, 1758)
- Taubenschwänzchen (Macroglossum stellatarum) (Linnaeus, 1758)

### Unterarten
Die Art wird in zwei Unterarten, H. croatica croatica und H. croatica fahira aufgeteilt, von denen letztere erst im Jahre 2004 als eigene Unterart beschrieben wurde.

### Synonyme
- Sphinx croatica Esper, 1800, Die Schmett. (Suppl.)(Abschnitt 2): 33, pl. 45, fig. 2[1][2]
- Sphinx sesia Hübner, 1805[1][2]

## Vorkommen

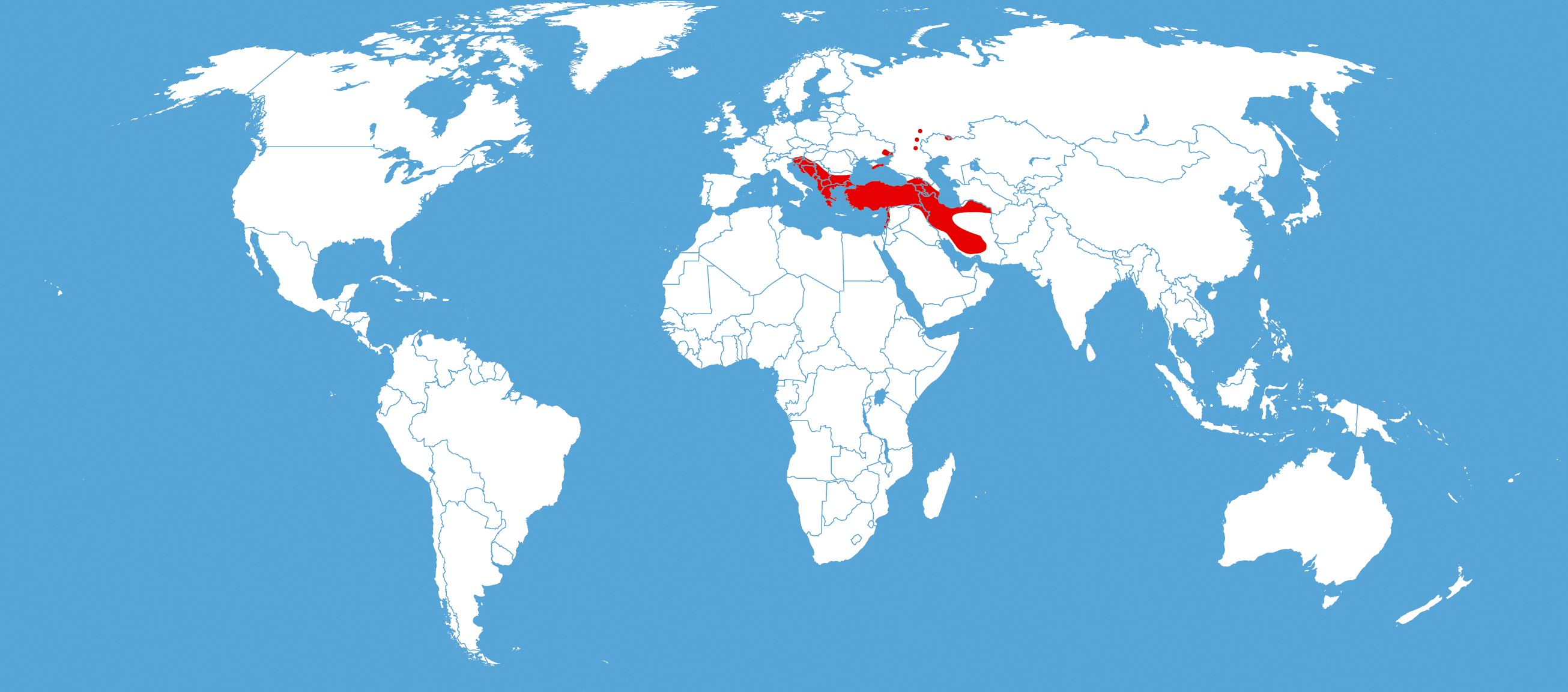
Verbreitung des Olivgrünen Hummelschwärmers

Das Verbreitungsgebiet der Art erstreckt sich über die Balkanhalbinsel, Kleinasien und den Kaukasus bis weit in den Iran hinein. Entlang der östlichen Mittelmeerküste findet man die Tiere bis in den Norden Israels. Weitere lokale Vorkommen sind auf der Krimhalbinsel dem Osten der Ukraine und dem Westen Kasachstans bekannt. Es kann vorkommen, dass vereinzelte Exemplare durch Wind nach Mitteleuropa verdriftet werden.
Sie leben auf offenen, heißen und trockenen Wiesen, mit lockerem Bewuchs an Sträuchern und Bäumen. Man findet sie besonders entlang von Hügel- und Bergketten bis in eine Höhe von 2.300 Metern.

## Lebensweise
Die Falter sind, unüblich für Schwärmer, tagaktiv.

### Flug- und Raupenzeiten
Die Falter fliegen in den nördlichen und höher gelegenen Gebieten in einer Generation im Juli, in den heißeren Regionen fliegen sie in zwei von Mai bis Juni und im August. Die Raupen findet man von Juli bis September bzw. von Juni bis Juli und von August bis September.

### Nahrung der Raupen
Vielfach findet sich in der Literatur bezüglich der Futterpflanze die Angabe, die Raupen ernährten sich vor allem von Skabiosen (Scabiosa). Zumindest die in Kroatien gefundenen Spezies ernähren sich aber (fast) ausschließlich von Schuppenköpfen (Cephalaria), die die Raupen laut Literatur nur "vereinzelt" konsumieren sollen, ebenso wie sie angeblich auch zuweilen an Meier (Asperula) gefunden werden sollen. Allerdings hat sich gezeigt, dass die Behaarung der Skabiosen die Raupen derart auf Abstand hält, dass sie die Blattsubstanz nicht erreichen können.

## Entwicklung
Die Eier haben einen ungefähren Durchmesser von einem Millimeter und sind blassgrün gefärbt. Die Weibchen legen sie einzeln auf der Unterseite der Blätter der Futterpflanzen ab. Nur selten wird mehr als ein Ei pro Pflanze gelegt. Die daraus schlüpfenden Raupen sind etwa drei Millimeter lang und anfangs noch blassgelb, mit einem dunklen Analhorn gefärbt. Sie fressen und ruhen auf der Unterseite der Blätter, an der Mittelrippe sitzend. Sie lassen sich bei Gefahr zu Boden fallen. Die Verpuppung erfolgt in einem sehr lockeren, braunen Gespinst am Boden zwischen Pflanzenteilen. Die Tiere überwintern als Puppe. Diese ist 24 bis 27 Millimeter lang und rotbraun gefärbt. Man kann den ausgerollten Saugrüssel an der Oberseite gut erkennen.